# ベル 207
ベル 207 スースカウト
ベル 207 スースカウト
- 用途：実験用攻撃ヘリコプター
- 製造者：ベル・ヘリコプター
- 初飛行：1963年7月
- 生産数：1機

ベル 207 スースカウト（Bell 207 Sioux Scout）は、ベル・ヘリコプター社がアメリカ陸軍からの契約の下、タンデム形式コックピット、スタブウイング、機首下面の銃塔を備えた攻撃ヘリコプターであるベル D-255のためのコンセプト実証デモンストレーターとして開発されたベル 47を改造したヘリコプターである。

## 設計と開発
数年間の研究の後にベル社は、更なる開発への予算支出の望みをかけて1962年6月に公式に陸軍に対してその成果である「D-255 イロコイ・ウォーリアー」（D-255 Iroquois Warrior）のモックアップを披露した。D-255は、UH-1Bのエアフレームと動力系統を基に新しい細身の胴体、タンデム複座のコックピット、機首にグレネードランチャーを装備した球状銃塔、胴体下面に20 mm　機関砲を装備したガンポッド、ロケット弾やSS.10対戦車ミサイルを装着するスタブウイングを備えた攻撃専用の航空機として計画された機体であった。
1962年12月にコンセプト実証の契約は、ベル社がモデル 207 スースカウトで獲得した。この機体は、本質的には新規の前部胴体とベル 47G-3の動力系統をベル 47Jの中央と後部胴体に取り付けたものであった。スースカウトは、タンデム式コックピット、武器を搭載するスタブウイング、機首下面の銃塔といった現在の攻撃ヘリコプターの主要な特徴を全て備えていた。タンデム式コックピットは低い位置の前席に銃手が、後席にパイロットが座り、前後席共に操縦装置を備えていた。銃手席の正面中央には照準装置と銃塔制御器があったため、操縦装置は前席の横に移設されていた。銃手は7.62 mm (.308 in) M60機関銃２丁を備えた銃塔を操作し、スタブウイングには外部増槽を装備した。
1963年7月に初飛行したベル 207は、スタブウイングのおかげでベル 47/OH-13を上回る機動性の改善を発揮してみせた。更なる試験のために1963年末にジョージア州にあるフォート・ベニング基地の陸軍パイロットに引き渡されるまでに様々なスタブウイング、カウリングや尾翼が207でテストされた。1964年初めの評価試験を終えると、陸軍は感銘を受けたもののスースカウトは小型、低出力であり全般的に実用には適さないと感じていた。
1964年終わりに陸軍はAAFSS（Advanced Aerial Fire Support System=新型航空火力支援システム）計画への参画を募った。これに応じてベル社は、UH-1のライカミング T53エンジンを更に有効に活用してD-255の縮小版であるD-262（モデル 209）を提案した。しかし、ベル D-262は競作の最終候補には選定されず、失敗作となったロッキード AH-56 シャイアンが選ばれた。AAFSSの競作には敗退したが、モデル 209は後に大成功作となったベル AH-1 コブラとして結実した。

## 要目

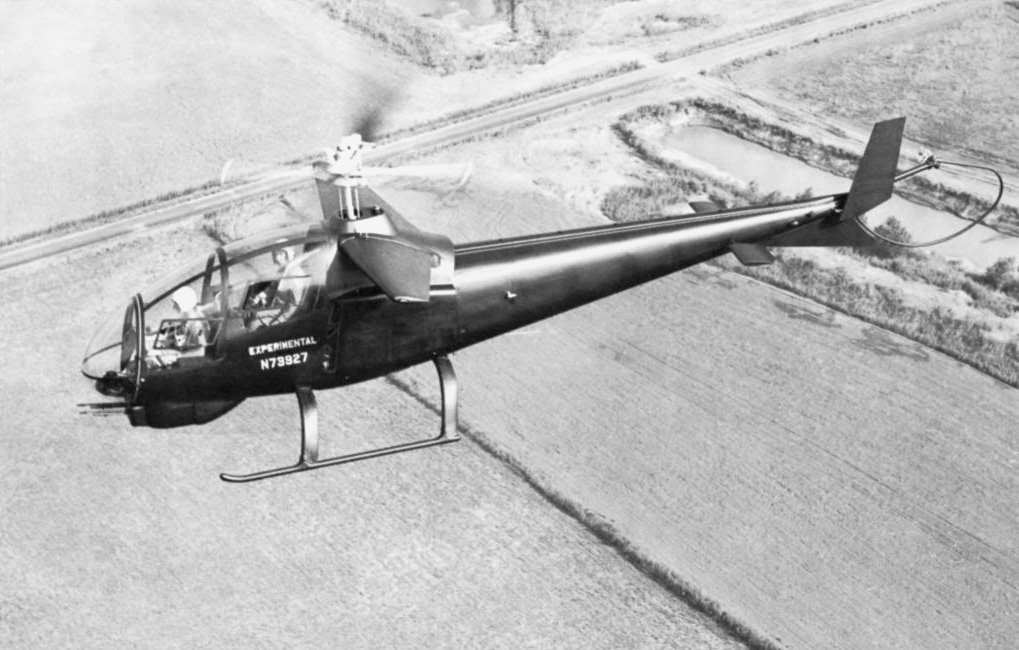

出典: 
諸元
- 乗員: 2
- 全長:
- 全高:
- ローター直径:
- 動力: ライカミング TVO-435-A1A 水平対向6気筒エンジン、190 kW （260 hp）   × 1

性能
武装
- 固定武装: 機首下面のエマソン・エレクトリック製TAT-101銃塔に2丁の7.62 mm (.308 in) 機関銃